# 克羅埃西亞文化
克羅埃西亞文化有著悠久的歷史根源。克羅埃西亞人在克羅埃西亞居住了1400年，但克羅埃西亞國內仍然有一些早期文化的重要遺跡。由於克羅埃西亞的地理位置，克羅埃西亞是四種不同文化融合的產物。自東西羅馬帝國分裂以來，克羅埃西亞一直是東西文化的十字路口。除了羅馬文化和拜占庭文化之外，克羅奧西元文化還受到中歐文化和地中海文化的影響。19世紀後，克羅埃西亞語言得到解放，克羅埃西亞的藝術和文化也得到空前發展。值得一提的是，克羅埃西亞是領帶的發明國。